# فیلتر الکترونیکی
در مهندسی برق، فیلتر، مداری است که از آن برای حذف محدوده فرکانسی خاص یا برای عبور محدوده فرکانسی خاص استفاده می‌شود.

## طبقه‌بندی فیلترها
- فیلتر غیرفعال (پسیو) و فیلتر فعال (اکتیو)

فیلترهای غیرفعال از عناصری مانند مقاومتٰ خازن سلف و ترانس استفاده می‌کند.
- فیلتر آنالوگ و فیلتر دیجیتال
- فیلتر میان‌گذر، فیلتر میان‌نگذر، فیلتر بالاگذر، فیلتر پایین‌گذر